# Ordine al merito di San Michele
L'ordine al merito di San Michele (originariamente ordine di San Michele) fu un ordine cavalleresco fondato nell'ambito dell'arcivescovato di Colonia e successivamente passato al regno di Baviera.

## Storia

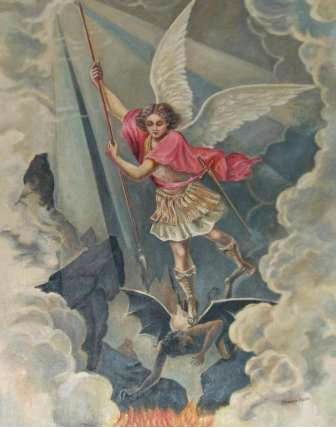
San Michele arcangelo, patrono dell'Ordine, nell'atto di uccidere il demonio

L'ordine al merito di San Michele venne fondato nel 1721 dal principe elettore Giuseppe Clemente di Baviera, arcivescovo di Colonia nonché vescovo di Frisinga, Ratisbona, Liegi, Hidelsheim e Berchtesgaden. Esso nacque prevalentemente come ordine a sfondo religioso, realizzato per ricompensare i benemeriti verso la diocesi.
Con la secolarizzazione del principato vescovile di Colonia, però, l'ordine perse ogni valore legato all'arcidiocesi e passò ufficialmente al discendente più prossimo di Giuseppe Clemente di Baviera, ovvero il re Massimiliano I di Baviera che lo accolse tra i propri ordini di collazione regia l'11 settembre 1808. Tale atto, venne successivamente sottoscritto anche da papa Pio VII in quanto esso, ad ogni modo, rimaneva un ordine di fondazione e pertinenza religiosa. Il pontefice, infatti, con decreto del 5 febbraio 1802 aveva garantito a tutti i sacerdoti insigniti, il titolo di prelato domestico di Sua Santità.
Sotto il regno di Luigi I di Baviera, l'ordine ottenne la qualifica di ordine al merito di San Michele (1837) e sotto Ottone I di Baviera venne riorganizzato (1887).

## Gradi
L'Ordine disponeva originariamente di 3 gradi di benemerenza:
- Cavaliere di Gran Croce
- Commendatore
- Cavaliere

Il 24 giugno 1855, re Massimiliano II di Baviera ampliò il numero dei gradi portandoli a cinque:
- Cavaliere di Gran Croce
- Gran Commendatore
- Commendatore
- Cavaliere di I classe
- Cavaliere di II classe

## Insegne
La medaglia dell'ordine consisteva in una croce smaltata di blu scuro e bordata d'oro, con al centro un grande medaglione rappresentante in rilievo l'episodio di San Michele arcangelo che sconfigge il demonio. La decorazione è sostenuta al nastro tramite una corona reale in oro.
Il nastro dell'ordine è blu scuro con una fascia rosa su ciascun lato.